# Fryderyk Józef Moszyński

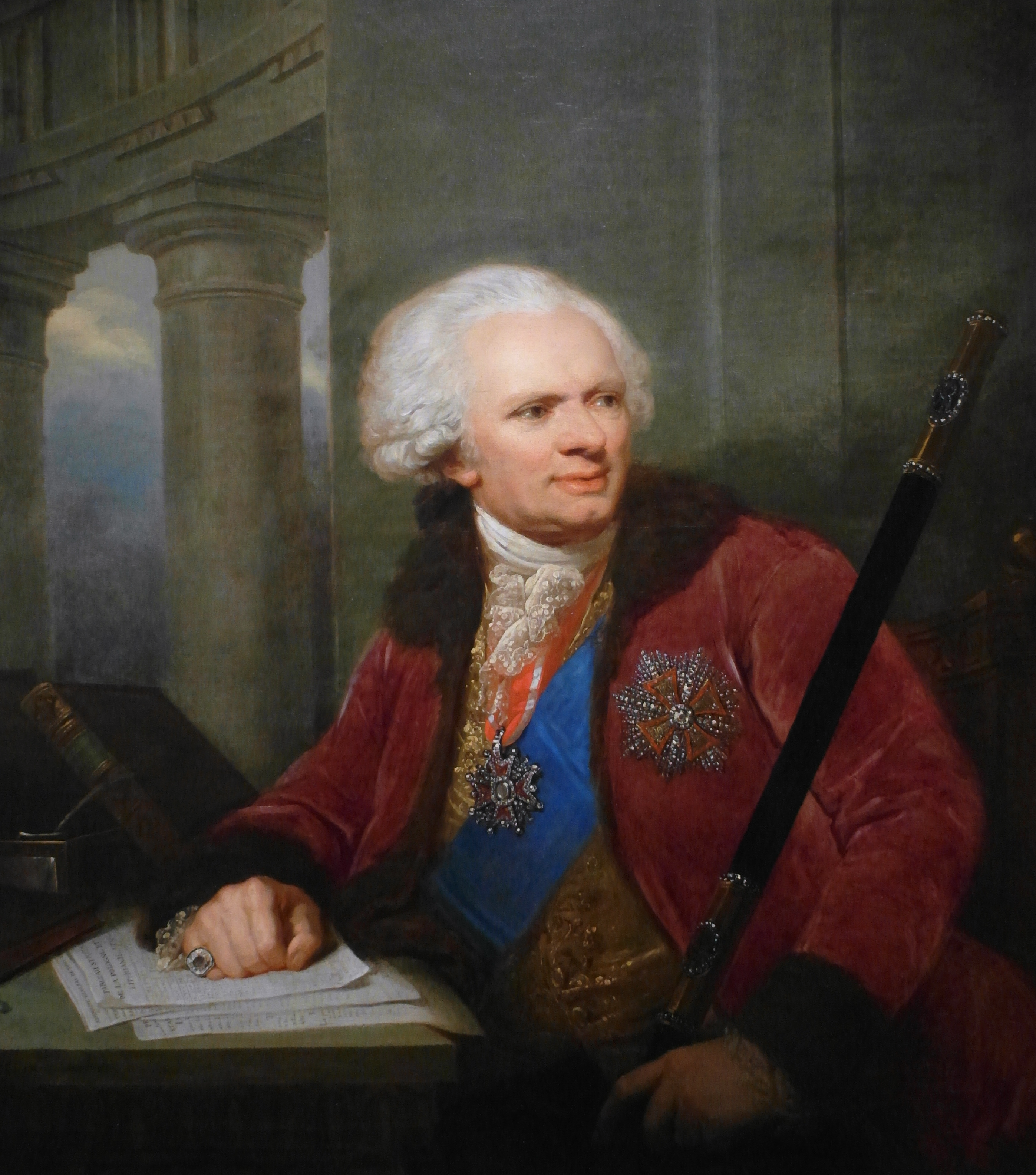
Gemälde

Fryderyk Józef Moszyński (auch: Friedrich Joseph Moszynski) (* 14. März 1738 in Dresden; † 21. Januar 1817 in Kiew) war ein polnischer Offizier und Staatsmann.

## Leben
Als Sohn von Jan Kanty Moszyński und Friederike Alexandrine von Cosel, der unehelichen Tochter des polnischen Königs August des Starken, gehörte er dem Stand der Szlachta (Adel) an. Seine Kindheit verlebte er im Kurfürstentum Sachsen, das von August III., seinem Onkel mütterlicherseits, regiert wurde. Im Alter von 16 Jahren, am 16. November 1754, wurde er Oberst der königlichen Armee, und erhielt von seinem Onkel Stanislaus II. August Poniatowski ein Starost von Wobolnik/Vabalninkas (starosta wobolnicki) in Litauen. Vom 28. Mai 1766 bis 1778 war er Mitglied der Ausschuss für die Einnahmen der Krone. Seit 1768 der Vize-Kommandeur der Szkoła Rycerska, eine Kadettenanstalt und spendete auch einige seiner Mittel an diese. Weiterhin befehligte er als General die polnischen Truppen im Jahre 1768. Im Jahre 1773  war er Referend des Großfürstentums Litauen, danach Staatssekretär des Großherzogtum Litauen. 1792 beteiligte er sich an der Konföderation von Targowica, die in der zweiten Teilung Polens endete. Im Jahre 1793 war er Mitglied der Kommission zur Untersuchung einer Bankenkrise in der Polen-Litauen, und das Mitglied des Ständigen Rates. Von 1793 bis 1795 war er Marschall der Krone. Bei dem Warschauer Aufstand von 1794 wurde er während des Kościuszko-Aufstands von polnischen Revolutionäre inhaftiert. Als am 28. Juni 1794 das Gefängnis gestürmt wurde, rettete ihn Ignacy Wyssogota Zakrzewski vor der Lynchjustiz.
| Personendaten    | Personendaten                           |
| ---------------- | --------------------------------------- |
| NAME             | Moszyński, Fryderyk Józef               |
| ALTERNATIVNAMEN  | Moszynski, Friedrich Joseph             |
| KURZBESCHREIBUNG | polnischer Adeliger und Wissenschaftler |
| GEBURTSDATUM     | 14. März 1738                           |
| GEBURTSORT       | Dresden                                 |
| STERBEDATUM      | 21. Januar 1817                         |
| STERBEORT        | Kiew                                    |